# Peggy Sinclair

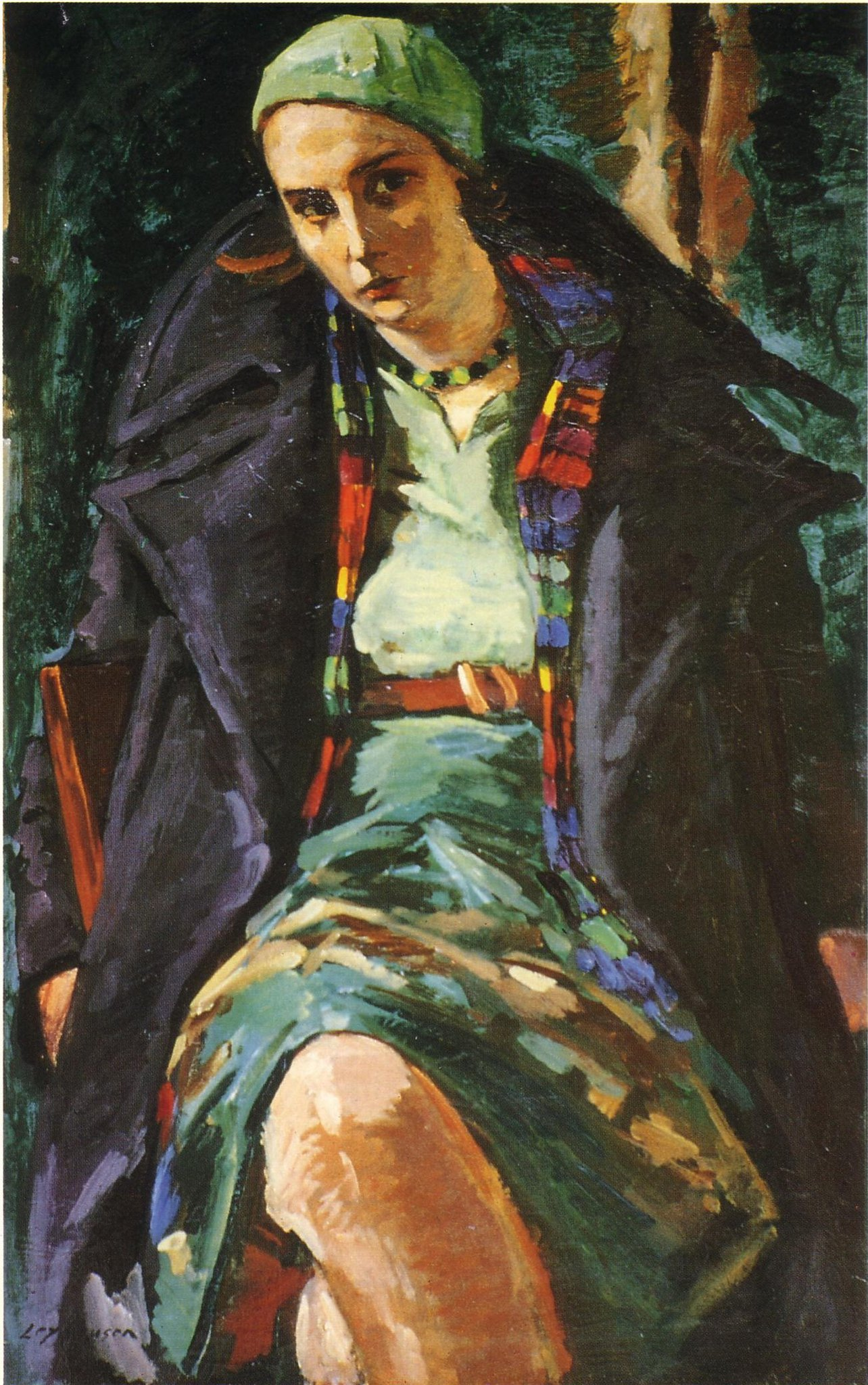
Porträt Sinclairs von Karl Leyhausen, 1931

Ruth Margaret „Peggy“ Sinclair (* 8. März 1911 in Dublin? (Irland); † 3. Mai 1933 in Bad Wildungen) war eine Cousine des Literaturnobelpreisträgers Samuel Beckett. Sie war seine erste Jugendliebe und regte ihn zu seinem ersten Roman an.

## Leben
1922 verließen ihre Eltern, die Kunsthändler waren und den Ruf der Kasseler Kunstakademie und die Ausstellungen zur Avantgarde von Arnold Bode in der Orangerie schätzten, Irland und siedelten sich in der heutigen Kasseler Bodelschwinghstraße 5 (damals Landgrafenstrasse 5) an. Peggy Sinclair wuchs mit vier Geschwistern auf und erlernte das Klavierspielen an der Waldorfschule in Kassel. 1928 lernte sie während eines Sommerurlaubs in Dublin ihren Cousin Samuel Beckett kennen. Ab 1928 reiste Samuel Beckett mehrfach nach Kassel, weil er sich in seine dort lebende Cousine verliebt hatte. Peggy unterhielt mit Beckett einen geheimen Briefwechsel. Um 1928/29 und 1931 porträtierte Karl Leyhausen Peggy Sinclair; das Ölgemälde von 1931 wurde während der documenta 14 in der Neuen Galerie in Kassel ausgestellt.

## Inspiration zu Becketts Romanerstling
Die Liebe zu seiner Cousine inspirierte Beckett 1932 zu seinem Romanerstling Dream of fair to middling women (deutsch: Traum von mehr bis minder schönen Frauen), der erst posthum 1993 englisch und 1996 deutsch veröffentlicht wurde. Niedergeschrieben wurde der erste Roman von Samuel Beckett in Paris. Er verarbeitet hierin seine Erlebnisse in Kassel. So unternahm Beckett mit seiner Cousine Ausflüge in die Karlsaue und den Bergpark Wilhelmshöhe und sie ruderten gemeinsam auf der Fulda. Literarisch wurden viele Kasseler Örtlichkeiten in dem Erstlingswerk beschrieben. Die Liebe zu Peggy Sinclar darf als eigentlicher Auslöser für Becketts lebenslanges Interesse an Deutschland vermutet werden.

## Trennung und früher Tod
Das Liebespaar trennte sich Neujahr 1929 in einem Ausflugslokal im Bergpark Wilhelmshöhe. Peggys Eltern waren gegen die verwandtschaftsnahe Liebesbeziehung. Von 1928 bis 1932 besuchte Samuel Beckett Peggy Sinclair in Kassel und nach 1932 in einem Sanatorium in Bad Wildungen. Sinclair war 1931 an Tuberkulose erkrankt und verstarb 1933 im Alter von 22 Jahren in Bad Wildungen. Ihre Familie verließ 1936 Deutschland aus politischen und finanziellen Gründen und kehrte nach Irland zurück.

## Gedenken in Kassel

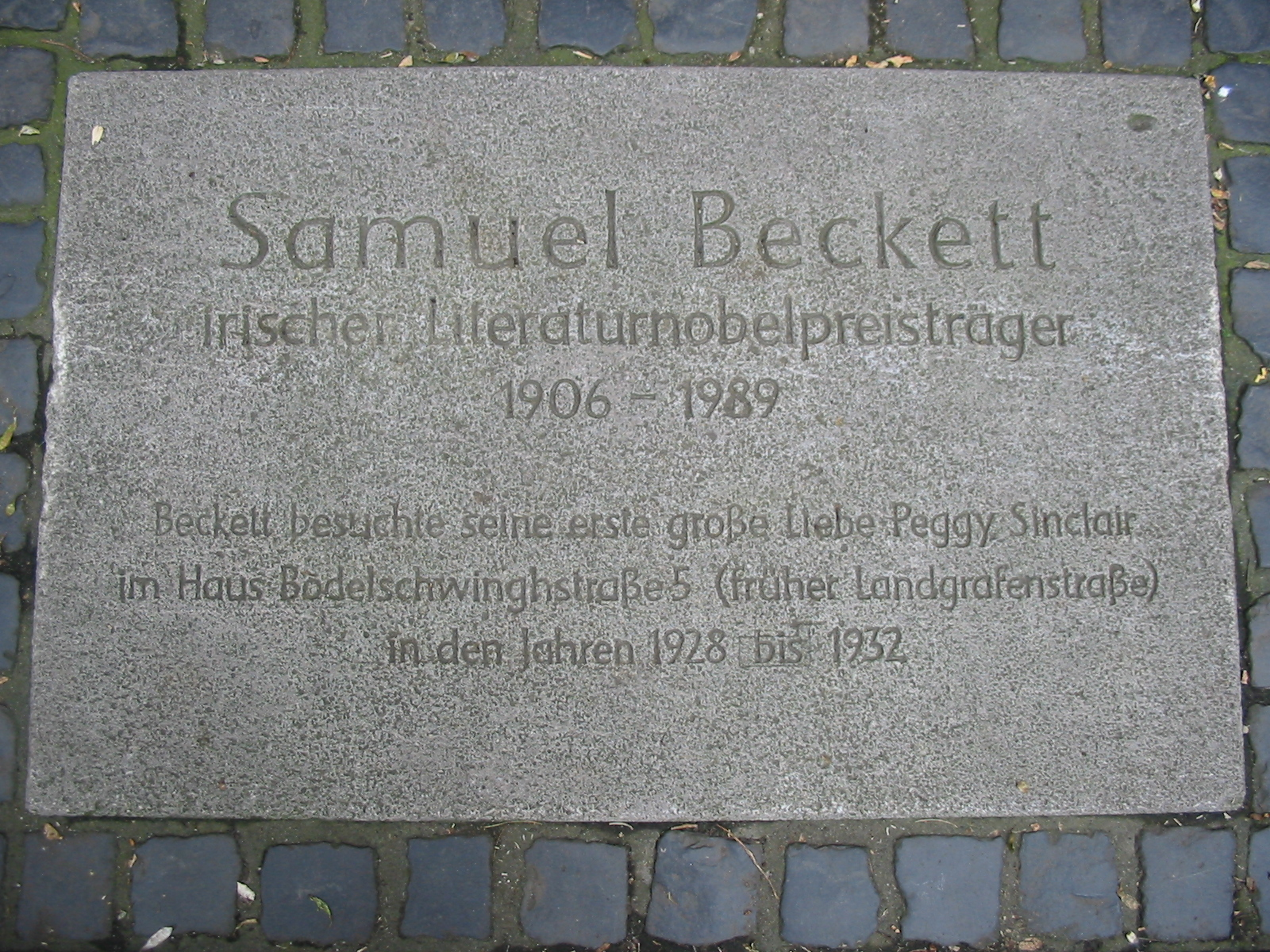
Gedenktafel vor dem Haus Bodelschwinghstraße 5 in Kassel

Eine Gedenkplatte vor dem Haus in der Kasseler Bodelschwinghstrasse 5 erinnert an die Liebesbeziehung zwischen Samuel Beckett und Peggy Sinclair. In unmittelbarer Nähe ist eine Wohnanlage nach Samuel Beckett benannt. Ein Wandgemälde in der Bodelschwinghstrasse erinnert mit einem Bildnis von Samuel Beckett und dem Romantitel an seine Besuche in Kassel. Während der documenta 14 wurde Karl Leyhausens Porträt von 1931 von Peggy Sinclair, das zum Museumsbestand der Neuen Galerie gehört, ausgestellt.

## Ausstellungen
- 2017: documenta 14. Athen, Kassel
- 2017/18: German Fever Beckett in Deutschland. Literaturmuseum der Moderne, Marbach